# Крейкен (лунный кратер)
Кратер Крейкен (лат. Kreiken) — небольшой ударный кратер у восточного лимба видимой стороны Луны. Название присвоено в честь немецкого астронома Эгберта Крейкена (1896—1964)  и утверждено Международным астрономическим союзом в 1973 г. 

## Описание кратера

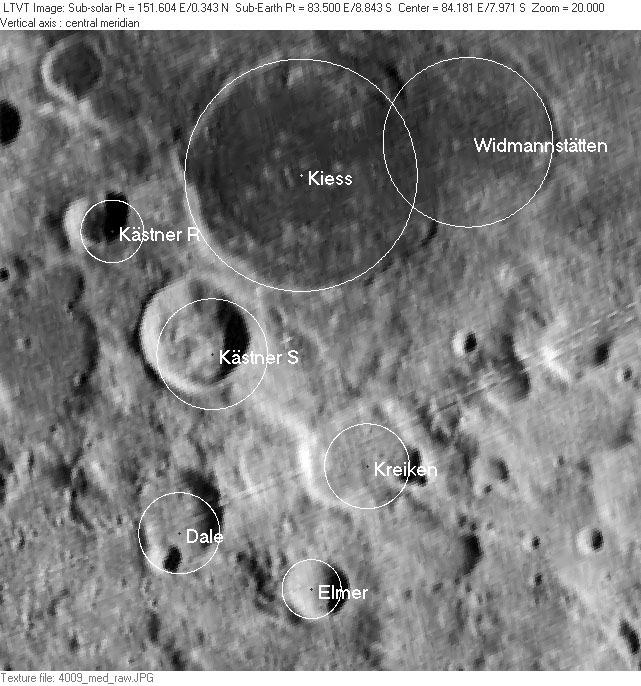
Окрестности кратера Крейкен. Снимок зонда Lunar Orbiter - IV.

Ближайшими соседями кратера Крейкен являются кратер Кестнер на западе-северо-западе; кратер Кисс на севере; кратер Видманштеттен на севере-северо-востоке; кратер Гельмерт на северо-востоке; кратер Хоутерманс на востоке; кратер Элмер на юге и кратер Дейл на юге-юго-западе. На севере от кратера находится Море Смита. 

Селенографические координаты центра кратера 9°03′ ю. ш. 84°33′ в. д. / 9,05° ю. ш. 84,55° в. д., диаметр 29,4 км, глубина 1,9 км.

Кратер Крейкен имеет полигональную форму и практически полностью разрушен за время своего существования. Вал сохранился в западной и в меньшей степени в восточной части, где он перекрыт маленьким кратером, остальная часть вала трудно различима. Дно чаши сравнительно ровное, без приметных структур.

## Сателлитные кратеры
Отсутствуют.

## См.также
- Список кратеров на Луне
- Лунный кратер
- Морфологический каталог кратеров Луны
- Планетная номенклатура
- Селенография
- Минералогия Луны
- Геология Луны
- Поздняя тяжёлая бомбардировка